# Samia Ghali
Samia Ghali (Marsiglia, 10 giugno 1968) è una politica francese, membro del Partito Socialista.
Sindaco della zona 8 di Marsiglia (che comprende il XV e il XVI arrondissement) e vicepresidente del consiglio regionale della Provenza-Alpi-Costa Azzurra, Samia Ghali è una senatrice del dipartimento delle Bocche del Rodano (Provenza-Alpi-Costa Azzurra).

## Biografia
Nata a Marsiglia da genitori algerini di origine Chaoui, Samia Ghali cresce con i nonni e trascorre un'infanzia difficile nel quartiere Bassens, una delle zone più malfamate della città. Quando aveva ancora sei mesi, suo padre abbandona la famiglia per tornare in Algeria. 
Con l'aiuto di una sua professoressa del liceo, Samia entra nella vita politica durante l'adolescenza, aderendo alla sezione socialista del XV arrondissement di Marsiglia. In seguito, viene incaricata come agente territoriale del consiglio regionale della Provenza-Alpi-Costa Azzurra. 
Nel 2001 ricopre la carica di consigliere municipale e nel 2004 diventa consigliere regionale. Il suo mandato di sindaco della zona 8 di Marsiglia comincia nel 2008. Nello stesso anno, viene eletta come senatrice per il collegio delle Bocche del Rodano. 
Il 30 agosto 2012, esprime la sua posizione favorevole all'invio dell'esercito nella città per combattere la criminalità e al ritorno al servizio militare di leva per i delinquenti.
Il 21 gennaio 2013 si dichiara candidata sindaco di Marsiglia per le elezioni municipali del 2014. Nel primo turno delle primarie del PS, è in testa con il 25,3 % di voti davanti a Patrick Mennucci (20,7 %); viene sconfitta al secondo turno dopo la ribalta di Mennucci che ottiene il 57,16% di voti.

## Vita privata
Samia Ghali è sposata con Franck Dumontel, ex direttore del consiglio dei ministri della Grande Marsiglia, con il quale ha avuto quattro figli. Vive a Marsiglia, sulle alture del quartiere Roucas-Blanc.